# 395 a.C.
Il 395 a.C. (CCCXCV a.C. in numeri romani) è un anno  del IV secolo a.C.

## Eventi
- Agesilao II, re di Sparta, guida un'incursione nella Lidia
- Timocrate di Rodi dispensa oro persiano, in particolare, alla coalizione capitanata da Atene che si sarebbe dovuta scontrare con la nuova città egemone del mondo greco: Sparta; infatti questa minacciava la stabilità dell'impero achemenide che tendeva ad ostacolare qualsiasi polis prevalesse eccessivamente sulle altre.
- Sfruttando la lontananza di Agesilao II, la coalizione di Atene, Corinto, Argo e Tebe inizia una guerra contro Sparta, la guerra di Corinto
- Nella Battaglia di Aliarto i Tebani sconfiggono gli Spartani. Pausania, non essendo riuscito a congiungere le sue forze con quelle di Lisandro, sconfitto e ucciso ad Aliarto, viene condannato a morte e sostituito nella carica di re di Sparta da suo figlio Agesipoli I; Pausania riesce però a rifugiarsi a Tegea, dove visse il resto della vita in esilio.
- Roma
  - Tribuni consolari Publio Cornelio Maluginense Cosso, Publio Cornelio Scipione, Cesone Fabio Ambusto III, Lucio Furio Medullino V, Quinto Servilio Fidenate III, Marco Valerio Lactucino Massimo II
  - Siglata la pace tra Roma e Capena, alleata di Veio

## Morti
- Lisandro, militare spartano
- Tissaferne, militare e politico persiano (n. 445 a.C.)